# Graphomya tienmushanensis
Graphomya tienmushanensis är en tvåvingeart som först beskrevs av Ouchi 1939.  Graphomya tienmushanensis ingår i släktet Graphomya och familjen husflugor. Inga underarter finns listade i Catalogue of Life.